# Louis Schneider

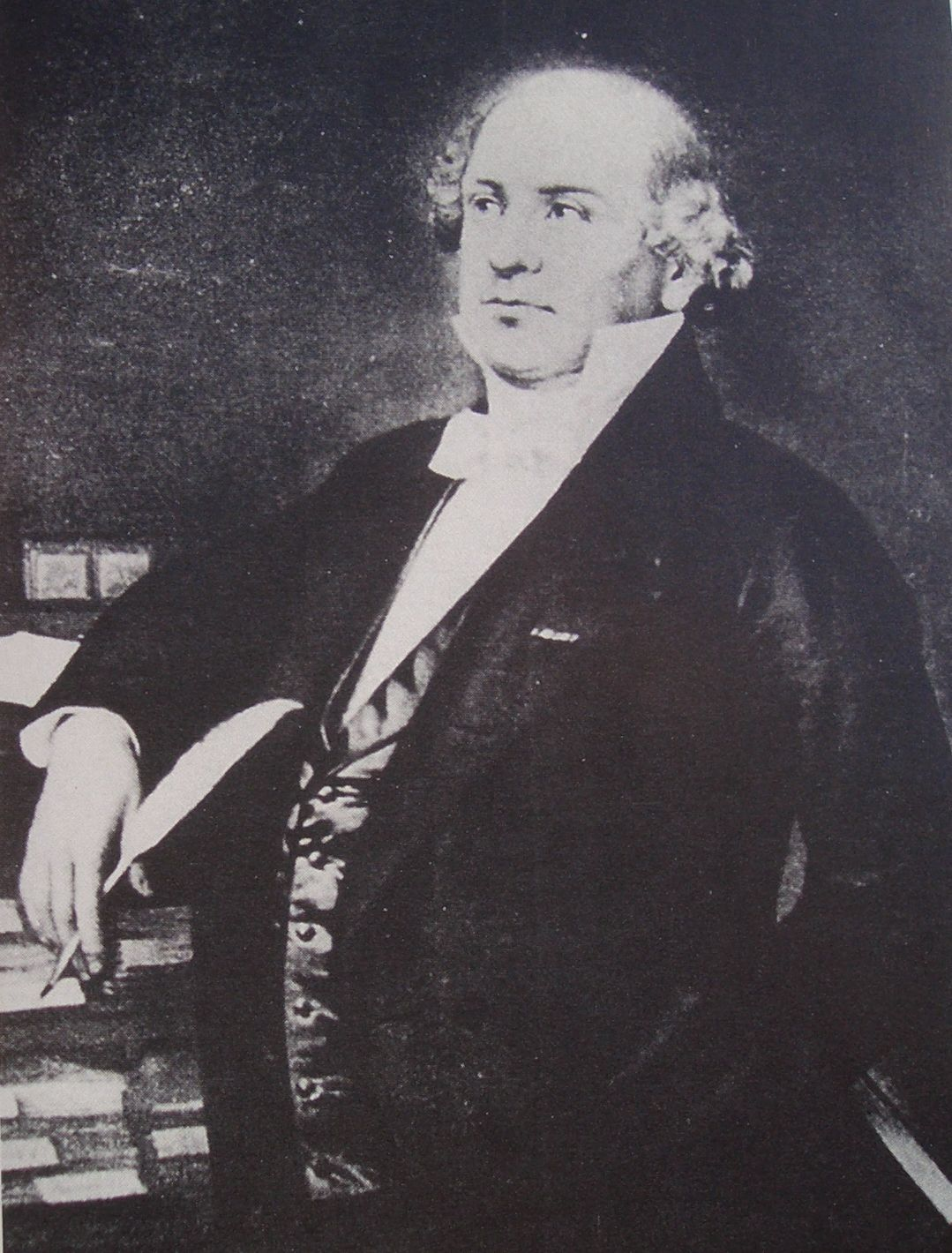
Louis Schneider

Louis Schneider (eigentlich Ludwig Wilhelm Schneider; Pseud. Sir John Retcliff, Louis Both, Ludwig Both, L. W. Both; * 29. April 1805 in Berlin; † 16. Dezember 1878 in Potsdam) war Schauspieler, Theaterdichter, Militärschriftsteller, Publizist und Vorleser zweier preußischer Könige. Bekannt ist er als Mitglied im Tunnel über der Spree und Förderer der jungen Talente in dieser literarischen Sonntagsvereinigung sowie Mitbegründer historischer Vereine. In der Heereskunde hat er sich mit seinen militärischen Schriften, insbesondere der Herausgabe des Soldaten-Freundes, einen Namen gemacht.

## Leben
Louis Schneider wurde als Sohn des Königlich Preußischen Kapellmeisters Georg Abraham Schneider (1770–1839) und der Sängerin Caroline Schneider-Portmann (1774–1850) geboren. Seine Schwester war die Sängerin Maschinka Schneider (1815–1882). Er trat schon mit acht Jahren in Kinderrollen auf. Von großer Vielseitigkeit als Schauspieler und Sänger fiel er 1823 König Friedrich Wilhelm III. von Preußen durch sein Theaterspiel, noch mehr aber durch seine militärischen Schriften, auf. Als Schauspieler verfasste er auch viele Theaterstücke.
1830 verfasste Schneider einen Leitfaden Instruktionen für den Landwehrmann, der es zu einer Auflage von 84.000 Stück brachte. Für die Soldaten des stehenden Heeres entstand danach im Mai 1832 der mit 211.000 Stück Auflage ebenfalls sehr erfolgreiche Soldatenfreund, ein Lesebüchlein für den preußischen Infanteristen.
1832 heiratete er die Schauspielerin Ida Buggenhagen (* 1810).
Die Zeitschrift Der Soldaten-Freund. Zeitschrift für faßliche Belehrung und Unterhaltung des Preußischen Soldaten wurde von Juli 1833 bis zum Juli 1914 herausgegeben und dürfte eine der wichtigsten, wenn nicht die wichtigste, Militär-Zeitschrift im deutschsprachigen Raum gewesen sein. Sie ist für den Militärhistoriker und Heereskundler von unschätzbarem Wert, weil sie die Entwicklung der preußischen Armee über 80 Jahre hinweg begleitete. Schneider war bis zu seinem Lebensende der Herausgeber und auch Redakteur.
Die Besonderheit des Soldaten-Freundes war, dass er für den Unteroffizier und Soldaten gedacht war. Zeitungen und Zeitschriften für Offiziere gab es bereits etliche, aber eine für den „gemeinen Mann“ war ein Novum in Preußen. Bis 1848 eine Wochenschrift, erschien sie danach monatlich. Vorbild war das ebenfalls seit 1833 erscheinende Journal de l’Armée in Paris.
1848 wurde er Regisseur des Königlichen Theaters in Berlin. Im Revolutionsjahr 1848 setzte er sich sehr für die Rückkehr des Prinzen von Preußen (dem späteren Wilhelm I.) aus dem Exil ein und gab ihm auch insbesondere mit der Wehrzeitung ein Sprachrohr. Der Prinz von Preußen verfasste viele der Artikel in dieser Zeitung anonym selbst.
Das Jahr 1848 brachte eine Wende in Schneiders Leben. Seine königstreue und konservative Gesinnung verführte ihn dazu, einen Bühnenskandal auszulösen. Bei der Aufführung seines Stückes Der Kurmärker und die Picarde hatte er das bekannte Lied O Tannenbaum zu singen, dessen Verse: „Die Treue und Beständigkeit, die soll man halten jederzeit“  er mit herausforderndem Gestus dem Publikum darbrachte. Das demokratisch gesinnte Publikum antwortete darauf mit Zischen, Pfeifen und Pochen, und als Schneider darauf die Verse noch einmal in gleicher Weise wiederholte, brach ein so gewaltiger Theaterskandal los, dass er sich veranlasst sah, seinen Abschied von der Bühne zu nehmen.
Friedrich Wilhelm IV. ließ Schneider zu sich rufen und belohnte ihn durch Ernennung zum „Vorleser“ und durch Verleihung des Hofrattitels. In seiner neuen Stellung vertrat Schneider das heitere Element in der Kunst und Literatur am Hofe. Er machte den Berliner Witz, an dem der König selbst immer großes Gefallen fand, gewissermaßen hoffähig. Unter dem Belagerungszustand rettete er die bedrohte Existenz des Kladderadatsch und schützte den damaligen Redakteur David Kalisch vor der Ausweisung. Auch sonst nutzte er in diskreter Weise seinen Einfluss zugunsten seiner früheren Kollegen und literarischen Freunde, besonders der Mitglieder des Tunnel über der Spree. Hauptsächlich auf seine Verwendung hin wurde der Dichter Ernst Scherenberg mit einer Pension bedacht. Auch seinen ehemaligen Schauspielerkollegen bewahrte er eine fürsorgliche Gesinnung. Er gründete die erste Altersversorgungsanstalt für deutsche Bühnenangehörige. Ebenso gründete er den Verein für die Geschichte Berlins (1865) und Potsdams (1862), nachdem er schon durch einige historische Werke seine gründlichen Kenntnisse auf diesem Gebiete bewiesen hatte. Dem Verein für die Geschichte Berlins stand er von 1868 bis 1878 als Vorsitzender vor und prägte so die Gründungsjahre maßgeblich.
Seine große Gewandtheit, sein Sprachtalent, seine persönliche Liebenswürdigkeit und seine Zuverlässigkeit und Diskretion erwarben ihm das Vertrauen des Königs. Schneider wurde ständiger Begleiter Friedrich Wilhelms IV. auf dessen Reisen. Besonderes Vertrauen schenkte ihm der russische Zar, bei dessen Besuchen in Berlin Schneider stets vor ihm erscheinen musste. Er war mit allen russischen Angelegenheiten bestens vertraut und hatte für die Kreuzzeitung Berichte aus St. Petersburg geschrieben.
Im Schleswig-Holsteinischen Feldzug wurde er der erste preußische Kriegsberichterstatter, denn Zeitungsredakteure bei der Truppe waren bis dahin unbekannt.
Nach dem Tode Friedrich Wilhelms IV. konnte Schneider nicht mehr in seiner bisherigen Stellung verbleiben. Er wurde mit der Aufsicht der königlichen Privatbibliothek beauftragt und zum Geheimen Hofrat befördert. In dieser Eigenschaft begleitete er den König als Sekretär und offizieller Berichterstatter für den Staatsanzeiger während des österreichischen Feldzuges. Auch am Krieg gegen Frankreich 1870/71 nahm er teil als Begleitung des Königs; er schreibt in seinen Lebenserinnerungen u. a. darüber, wie er als Freimaurer in Versailles an der Vorbereitung der Einrichtung einer Feldloge beteiligt war.
Im Dienste Wilhelms I. nahm er auch Funktionen als dessen Pressesprecher und kleinere diplomatische Missionen wahr. Als erzkonservativer, legitimistischer Verehrer der preußischen Monarchie und des autokratischen Zaren war er schon bald in der Dichtervereinigung Tunnel über der Spree Gegenstand des Spotts. Doch Theodor Fontane würdigt in seinen Lebenserinnerungen ausführlich seine Verdienste als Förderer junger Talente.

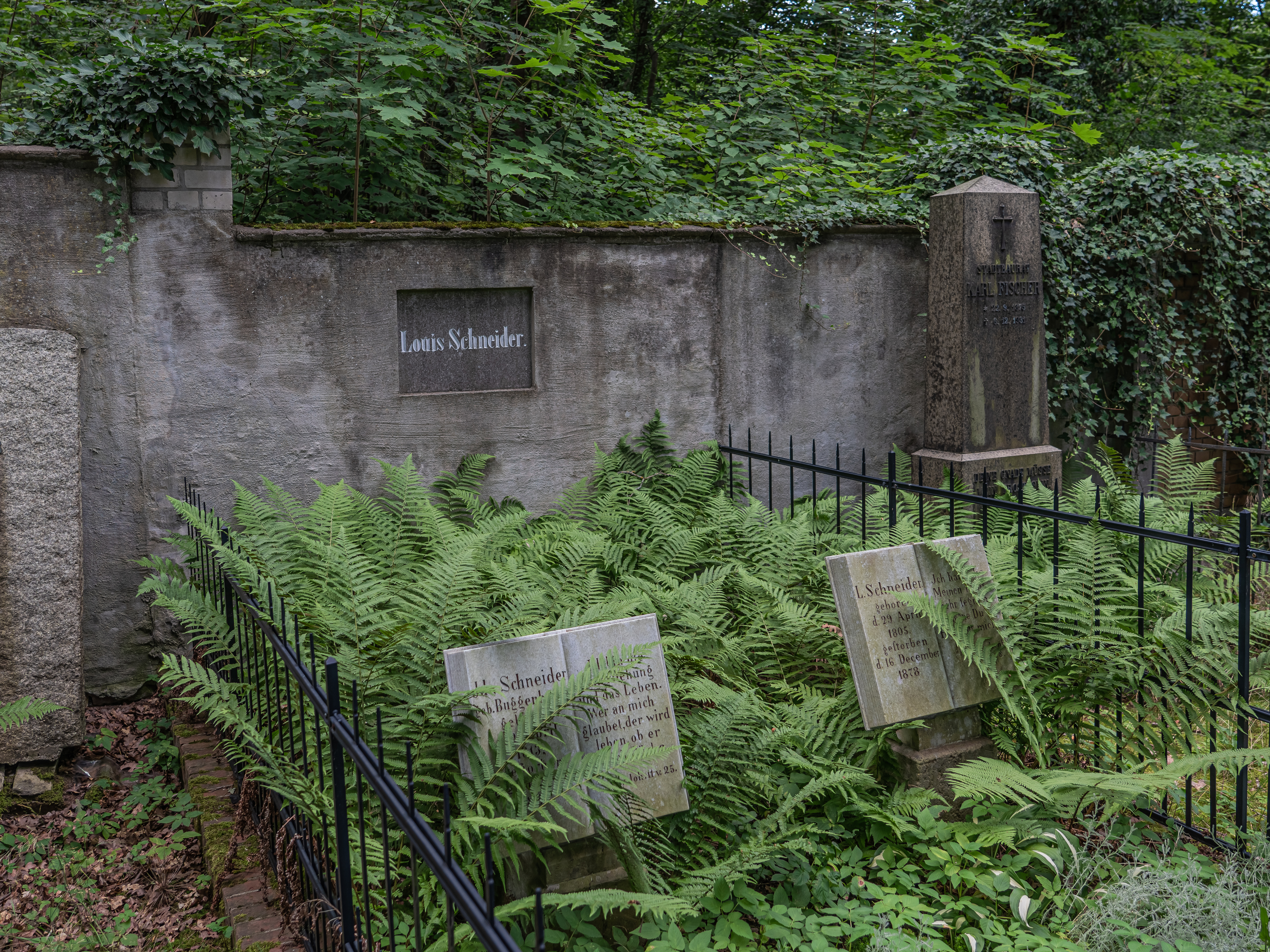
Grab von Louis Schneider auf dem Neuen Friedhof Potsdam

Nach seiner Rückkehr aus Frankreich lebte Schneider in Potsdam, wo er noch grundlegende Werke der Ordenskunde verfasste. Am dortigen Palais Ritz ist eine Plakette zu seinem Gedenken angebracht.
Schneider brachte es zu einer einzigartigen Sammlung von Bildern zur Theatergeschichte, die später den Grundstock des Museums der Preußischen Staatstheater bildete.

## Schriften (Auswahl)
- Instruktionen für den Landwehrmann. 1830.[5]
- Die Kunst, sich zu schminken. Physiographie für das Theater. Berlin 1831. Online
- Soldatenfreund, ein Lesebüchlein für den preußischen Infanteristen. Heyn, Berlin 1832.
- Der Soldatenfreund Militärzeitschrift. 1833–1914.
- Wehr-Zeitung. Militärzeitschrift.
- Bellona. Novellen, Erzählungen, Berichte und Schilderungen aus dem Kriegerleben. 2 Bände. Hayn, Berlin 1837.
- Der böse Blick oder: Die Queisse in den Jahren 1538, 1638, 1738 und 1838. Historischer Roman in vier Abteilungen. Berlin 1838–1844. Band 1 – Band 2 – Band 3 – Band 4
- Schauspieler-Novellen. 2 Bände. Berlin 1839. Band 1 online, Band 2
- Johann Carl von Eckenberg, der starke Mann. Eine Studie zur Theatergeschichte Berlins. 1848. Online
- Geschichte der Oper und des königlichen Opernhauses in Berlin. 1852, urn:nbn:de:kobv:109-opus-106675.
- Das Buch vom Rothen Adler-Orden. 2 Bände. Berlin 1857 (Digitalisat)
- König Wilhelm. Militärische Lebensbeschreibung. 1866. Online
- Eine Königliche Dienstschnalle, 1868 Digitalisat
- Instruktionsbuch für den Infanteristen. 1869.
- Bilder aus Berlin’s Nächten! 2. Auflage. 1870; Online
- Instruktionsbuch für den Kavalleristen. 1872.
- Die Kriegsdenkmünze für den Feldzug 1870–71. 1872 Digitalisat
- Der Krieg der Triple-Allianz (Kaiserthum Brasilien, Argentinische Conföderation und Republik Banda Oriental del Uruguay) gegen die Regierung der Republik Paraguay. 3 Bände. Berlin (Behr) 1872–1875. Band 1 – Internet Archive – Band 2 – Internet Archive – Band 3 – Internet Archive
- Aus meinem Leben. 3 Bände. 1879–1880. Band 1 – Internet Archive – Band 2 – Internet Archive – Band 3 – Internet Archive

### Reihenwerke
- Die Preussischen Orden, Ehrenzeichen u. Auszeichnungen: Geschichtlich, bildlich, statistisch
  - Band 1: Das Buch vom Rothen Adler-Orden, A. W. Hayn, Berlin 1857. Digitalisat
  - Band 3: Das Düppeler Sturm-Kreuz, A. W. Hayn, Berlin 1867 Digitalisat
  - Band 4: Der Louisen-Orden. Hayn, Berlin 1867 Digitalisat
  - Das Erinnerungs-Kreuz für den Feldzug von 1866, A. W. Hayn Erben, Berlin 1867 Digitalisat
  - Die Medaille für Rettung aus Gefahr, A. W. Hayn, Berlin 1867 Digitalisat
  - Das Militair-Ehrenzeichen, A. W. Hayn, Berlin 1868 Digitalisat
  - Hausorden von Hohenzollern. Duker, Berlin 1869, Digitalisat
  - Der unter die königlich-preußischen Orden aufgenommene Fürstliche Haus-Orden von Hohenzollern. Duncker, Berlin 1869, Digitalisat
  - Das Buch vom Schwarzen Adler-Orden. Duncker, Berlin 1870, Digitalisat
  - Der Königliche Kronen-Orden. Duncker, Berlin 1871, Digitalisat
  - Das Buch vom Eisernen Kreuze. Duncker, Berlin 1872, Digitalisat
  - Band 13: Das Verdienst-Kreuz für Frauen und Jungfrauen. Duncker, Berlin 1872 Digitalisat
- Bühnen-Repertoir [sic] des Auslandes: Frankreichs, Englands, Italiens, Spaniens. 37 Bände, A. W. Hayn, Berlin 1830 ff.; Digitalisat